# 헤일리 웨스튼라
헤일리 디 웨스튼라(영어: Hayley Dee Westenra, 1987년 4월 10일 ~ )는 뉴질랜드의 가수, 작곡가이다.